# 5 Brygada Jazdy
5 Brygada Jazdy (5 BJ) – wielka jednostka jazdy Wojska Polskiego II RP.

## Formowanie i zmiany organizacyjne
W maju 1919 Ministerstwo Spraw Wojskowych w porozumieniu z Naczelnym Dowództwem Wojska Polskiego zaplanowało sformowanie pięciu brygad jazdy. W lipcu 1919 rozpoczęło się formowanie 5 Brygady Jazdy w składzie 2 p szwol., 1., i 3 pułk ułanów oraz 5 dywizjon artylerii konnej. Na dowódcę brygady wyznaczony został francuski pułkownik Colbert.
Sformowana w rejonie Kozowej w Małopolsce Wschodniej w czerwcu 1919 roku. Działała w składzie w składzie: 1 i 9 p.uł. oraz 1 bateria 2 dak. Do sierpnia podlegała dowódcy 6 Armii, a do października walczyła na Froncie Wołyńskim. Zimą 1920 roku wzięła udział w zajęciu Pomorza. 
Przy planowaniu wiosennej ofensywy na Ukrainie, w kwietniu 1920 doraźnie dla celów taktycznych zorganizowano Dywizję Jazdy pod dowództwem gen. Jana Romera  w składzie: 4 Brygada Jazdy płk. Sulimirskiego i 5 Brygada Jazdy płk. Romana Pasławskiego.
W połowie lipca 1920 w ramach reorganizacji została rozwiązana, następnie w październiku 1920 roku odtworzona. 
W czerwcu 1921 roku, na bazie odtworzonej 5 Brygady Jazdy w DOK V, sformowana została V Brygada Jazdy z miejscem postoju dowództwa w Krakowie. Brygada nawiązywała tradycjami do wojennej 5 BJ.

## Struktura organizacyjna
| VII 1919           | przed wyprawą kijowską  | X 1920        |
| ------------------ | ----------------------- | ------------- |
| dowództwo brygady  |                         |               |
| 2 pułk szwoleżerów | 2 pułk szwoleżerów      | bez oddziałów |
| 1 pułk ułanów      |                         | bez oddziałów |
| 3 p.uł.            | 16 pułk ułanów          | bez oddziałów |
| 5 dak              | dak (1/5 dak i 1/7 dak) | bez oddziałów |

## Obsada personalna dowództwa
Dowódcy brygady
- płk Colbert[2]
- płk Stefan Suszyński (od 23 VIII 1919 -)[2].
- płk Roman Pasławski (był IV 1920)?[4].
- ppłk Władysław Oksza-Orzechowski[5] (VI 1920)[2]

Pomocnik dowódcy brygady
- płk Rudolf Alzner (od 22 III 1921[7])